# 茅坪镇 (秭归县)
茅坪镇，是中华人民共和国湖北省宜昌市秭归县下辖的一个乡镇级行政单位。

## 行政区划
茅坪镇下辖以下地区：
滨湖社区、西楚社区、桔颂社区、金缸城村、银杏沱村、长岭村、陈家冲村、九里村、杨贵店村、陈家坝村、建东村、溪口坪村、四溪村、乔家坪村、花果园村、月亮包村、罗家村、松树坳村、中坝子村、兰陵溪村和庙河村。